# Redhead (musical)
Redhead (conocido en español como La pelirroja) es un musical de Broadway estrenado en 1959 y ambientado en el Londres de los años 1880, en la época de Jack el destripador.
Su trama gira alrededor de un misterioso asesinato en un museo de cera. La música fue compuesta por Albert Hague y los cantables por Dorothy Fields, que junto a su hermano Herbert y a Sidney Sheldon y David Shaw escribieron el libreto.

## Producción original
Redhead se dio a conocer en Broadway en el 46th Street Theatre (hoy Richard Rodgers Theatre) el 5 de febrero de 1959, representándose 452 noches. La producción fue notable por su prolongada permanencia en escena y supuso el primer trabajo de Bob Fosse como director de un musical, del que, además, fue coreógrafo.

## Producción mexicana
Menos de un año después de su estreno absoluto, el musical se ponía en escena en español en la capital mexicana, en adaptación de Luis de Llano Palmer con el título de La pelirroja; el estreno tuvo lugar el 13 de enero de 1960 en el Teatro de los Insurgentes y contó con un largo reparto encabezado por Virma González, Armando Calvo, Nono Arsu, Manuel Valdés (El loco), Alejandro Chiangherotti, Concepción Gentil Arcos y María Gentil Arcos. De esa producción queda como recuerdo un registro fonográfico lanzado originalmente por RCA Victor México y reeditado digitalmente en 2018, que testimonia la presencia en el elenco de un jovencísimo Plácido Domingo desempeñando el pequeño papel de El tenor.

## Gira española
El montaje producido por Luis de Llano Palmer y René Anselmo visitará España tras finalizar las funciones en México. El 8 de octubre de 1961 tendrá lugar el estreno español de La pelirroja en el Teatro de la Zarzuela de Madrid. El elenco continuará encabezado por Virma González, secundada por muchos de los intérpretes que estrenaron la obra en la Ciudad de México.

## Reparto original
- Essie Whimple - Gwen Verdon
- Tom Baxter - Richard Kiley
- Ruth LaRue - Pat Ferrier
- Howard Cavanaugh - William Le Massena
- Maude Simpson - Cynthia Latham
- Sarah Simpson - Doris Rich
- George Poppett - Leonard Stone
- Inspector White - Ralph Sumpter
- May - Joy Nichols
- Tilly - Pat Perrier
- Alfy (Stage Doorman) - Lee Krirger
- Sir Charles Willingham - Patrick Horgan

## Canciones
- Acto I 
  - The Simpson Sisters - Singers and Dancers
  - The Right Finger of My Left Hand - Essie Whimple
  - Just for Once - Essie Whimple, Tom Baxter and George Poppett
  - Merely Marvelous - Essie Whimple
  - The Uncle Sam Rag - George Poppett, Singers and Dancers
  - Erbie Fitch's Twitch - Essie Whimple
  - She's Not Enough Woman for Me - Tom Baxter and George Poppett
  - Behave Yourself - Essie Whimple, Maude Simpson, Sarah Simpson and Tom Baxter
  - Look Who's in Love - Essie Whimple and Tom Baxter
  - My Girl Is Just Enough Woman for Me - Tom Baxter and Passersby
  - Essie's Vision - Essie Whimple and her Dream People
  - Two Faces in the Dark - Essie Whimple, The Tenor, Singers and Dancers

- Acto II
  - I'm Back in Circulation - Tom Baxter
  - We Loves Ya, Jimey - Essie Whimple, May, Tilly and Clientele of the Green Dragon
  - Pick-Pocket Tango - Essie Whimple and Jailer
  - Look Who's in Love (Reprise) - Tom Baxter
  - I'll Try - Essie Whimple and Tom Baxter
  - Finale - Essie Whimple, Tom Baxter and Company

## Premios y nominaciones
- Premio Tony al mejor musical. Ganador
- Premio Tony al mejor actor en un musical - Richard Kiley. Ganador
- Premio Tony a la mejor actriz en un musical - Gwen Verdon. Ganadora.
- Premio Tony al mejor actor de reparto en un musical - Leonard Stone. Ganador.
- Premio Tony al mejor diseño de vestuario - Rouben Ter-Arutunian. Ganador.
- Premio Tony a la mejor coreografía - Bob Fosse. Ganador.
- Premio Tony a la mejor dirección orquestal y musical - Jay Blackton. Nominado.